# Bulbophyllum tampoketsense
Bulbophyllum tampoketsense là một loài phong lan thuộc chi Bulbophyllum.